# 韦克桑库尔
韦克桑库尔（法語：Vexaincourt，法語發音：[vɛksɛ̃kuʁ] ⓘ）是法国大東部大區孚日省的一个市镇，属于孚日圣迪耶区。

## 地理
韦克桑库尔（48°29'37"N, 7°2'44"E）面积11.38 平方千米，位于法国大東部大區孚日省，该省份为法国东北部内陆省份，北起默兹省和默尔特-摩泽尔省，西接上马恩省，南至上索恩省和贝尔福地区省，东临上莱茵省和下莱茵省。
与韦克桑库尔接壤的市镇（或旧市镇、城区）包括：比永维尔、格朗方丹、阿拉尔蒙、吕维尼、穆塞。
韦克桑库尔的时区为UTC+01:00、UTC+02:00（夏令时）。

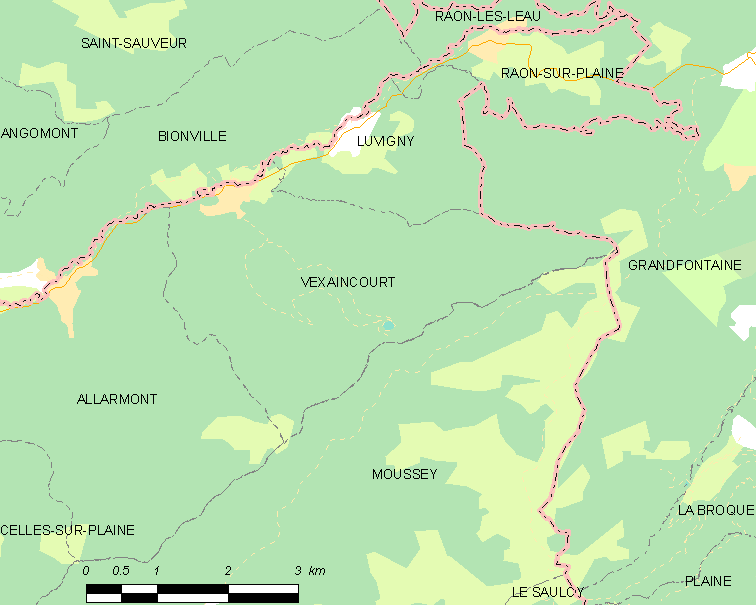
韦克桑库尔的OSM定位图

## 行政
韦克桑库尔的邮政编码为88110，INSEE市镇编码为88503。

## 政治
韦克桑库尔所属的省级选区为拉翁莱塔普县。

## 人口

1962-2008年间韦克桑库尔人口变化图示

韦克桑库尔于2022年1月1日时的人口数量为147人。